# 文春きいちご賞
文春きいちご賞（ぶんしゅんきいちごしょう）は、文藝春秋の記者ならびに映画評論家により、その年度最低の映画を選出しランキングする賞である。2007年の第4回を最後に選考は休止された。
　

## 概要
名称は、アメリカにおいて、同様の趣旨を持って開催されるゴールデンラズベリー賞に因んでいる。「きいちご」とは、ラズベリーを和訳したもの。当の文春は誌面において“文春版ラジー賞”、“「ゴールデン・ラズベリー賞」に倣い創設”などと同賞のパロディであることを積極的に売りにしている。
2005年に制定。2004年度に第1回が開催され、毎年1月中旬ごろに「週刊文春」の記事として紙面に掲載される。最低映画のワースト10作品を選出するほか、最低男優賞や最低女優賞なども設けられており、渡辺謙やトム・ハンクスといった俳優が選出されている。あくまで一雑誌の記事であり、受賞作品ならびに受賞者の発表のみでゴールデンラズベリー賞（を含む実際の映画賞）のように受賞セレモニーが開催されることはない。
記者・評論家数十名（2004年は20名、2005年は30名、2006年は32名）によりランキングが制定される。それほど高くない会費を支払えば一般人でも選考投票に参加できる本家と異なり、選考は少数の記者や映画評論家により行われる。
第4回（2007年度）を最後に、発表がなされていない。

## 歴代受賞作品

### 2004年度
- 第1位：デビルマン（那須博之監督）
- 第2位：CASSHERN（紀里谷和明監督）
- 第3位：海猫（森田芳光監督）
- 第4位：ハウルの動く城（宮崎駿監督）
- 第5位：ヴィレッジ（M・ナイト・シャマラン監督）
- 第6位：ゴジラ FINAL WARS（北村龍平監督）
- 第7位：サンダーバード（ジョナサン・フレイクス監督）
- 第8位：2046（ウォン・カーウァイ監督）
- 第8位：キューティーハニー（庵野秀明監督）
- 第8位：リディック（デヴィッド・トゥーヒー監督）

### 2005年度
- 第1位：SHINOBI（下山天監督）
- 第2位：TAKESHIS'（北野武監督）
- 第3位：宇宙戦争（スティーヴン・スピルバーグ監督）
- 第4位：戦国自衛隊1549（手塚昌明監督）
- 第5位：オペレッタ狸御殿（鈴木清順監督）
- 第6位：春の雪（行定勲監督）
- 第6位：アレキサンダー（オリヴァー・ストーン監督）
- 第6位：北の零年（行定勲監督）
- 第9位：鳶がクルリと（薗田賢次監督）
- 第9位：Tokyo Tower（源孝志監督）

### 2006年度公開映画
- 第1位：ゲド戦記（宮崎吾朗監督）
- 第2位：日本沈没（樋口真嗣監督）
- 第3位：ダ・ヴィンチ・コード（ロン・ハワード監督）
- 第4位：涙そうそう（土井裕泰監督）
- 第5位：PROMISE（チェン・カイコー監督）
- 第6位：LIMIT OF LOVE 海猿（羽住英一郎監督）
- 第7位：連理の枝（キム・ソンジュン監督）
- 第8位：ラフ ROUGH（大谷健太郎監督）
- 第9位：アンジェラ（リュック・ベッソン監督）
- 第10位：7月24日通りのクリスマス（村上正典監督）
- きいちご男優賞：トム・ハンクス（『ダ・ヴィンチ・コード』）
- きいちご女優賞：長澤まさみ（『ラフ ROUGH』『涙そうそう』）

### 2007年度公開映画
2007年度は、第8位と第10位が2作品ずつとなった。
- 第1位：蒼き狼 〜地果て海尽きるまで〜（澤井信一郎監督）
- 第2位：恋空（今井夏木監督）
- 第3位：ラストラブ（藤田明二監督）
- 第4位：愛の流刑地（鶴橋康夫監督）
- 第5位：監督・ばんざい!（北野武監督）
- 第6位：どろろ（塩田明彦監督）
- 第7位：西遊記（澤田鎌作監督）
- 第8位：俺は、君のためにこそ死ににいく（新城卓監督）
- 第8位：HERO（鈴木雅之監督）
- 第10位：インランド・エンパイア（デヴィッド・リンチ監督）
- 第10位：殯の森（河瀬直美監督）